# Mont Zwischen
Le mont Zwischen – ou Mount Zwischen en anglais – est un sommet montagneux américain situé dans le Colorado à la frontière du comté de Saguache à l'ouest et du comté de Huerfano à l'est. Il culmine à 3 659 mètres d'altitude dans le chaînon Sangre de Cristo. Protégé au sein de la Sangre de Cristo Wilderness, il marque la limite entre la réserve nationale des Great Sand Dunes et la forêt nationale de San Isabel.